# Polycarpa nota
Polycarpa nota är en sjöpungsart som beskrevs av Kott 1985. Polycarpa nota ingår i släktet Polycarpa och familjen Styelidae. Inga underarter finns listade i Catalogue of Life.